# Ptochophyle ambrensis
Ptochophyle ambrensis là một loài bướm đêm trong họ Geometridae.